# Szeibert György
Szeibert György (Budapest, 1960. december 29. –) labdarúgó, középpályás.

## Pályafutása

### Bp. Honvéd
Katonaidejének letöltésének idejére került a Budapesti Honvédhoz, amelynek akkoriban Komora Imre volt a vezetőedzője, ám a trénerrel összekülönbözött, elkerült a Honvéd Rákóczi SE-hez, leszerelése után pedig inkább elhagyta a fővárosi gárdát és a Volán SC-hez ment.

### Volán SC
A Volánnál akkoriban olyan társakkal játszhatott együtt, mint Nyúl, Magos vagy Kékesi, az együttes az első és másodosztály között liftezett pedig remek labdarúgókból állt a XV. kerületi együttes, 1982, 1984 után 1986-ban is kiesett az élvonalból, a köztes években pedig visszajutott az NBII-ből. 1985-ben éppen visszajutott, amikor érkezett a Hungária körútiak ajánlata.

### MTK-VM
A legjobbkor került az MTK csapatához, 1985 nyarán Both József vezetőedző hívta a klubhoz, amelyben akkoriban remek gárda jött össze. Második idényében bajnoki címet szerzett. Bothot az első két vesztes forduló után menesztették, a helyére érkező Verebes József vezérszerepet adott a virágkorát élő Szeibertnek, aki egyik fontos gólt rúgta a másik után, különösen jobb lábbal tekert szabadrúgásai voltak élményszámba menőek. Az 1986-87-es idényben Détári Lajos mögött második lett a góllövőlistán tizenhét góllal, a rákövetkező évben tizennyolc gólt szerzett, ezúttal Melis Béla előzte meg őt a gólvadászok versenyében.

### Olimbiakósz Vólosz
A Tojás becenévre hallgató játékos hamar a szurkolók kedvence lett, három év után azonban távozott a fővárosi kék-fehérektől és Görögországba ment, ahol korábbi csapattársával, Boda Imrével szerepelt együtt az Olimbiakósz Vólosznál, ám elsősorban személyes okok miatt gyorsan hazajött onnan. Az 1988 első félévében volt, ősszel már ismét itthon játszott az MTK-ban.

### FTC
Az 1989-90-es idényt a Ferencvárosnál töltötte, huszonöt bajnokin nyolc gólt szerzett a bajnokságban a zöld-fehérek színeiben. A következő nyáron viszont összekülönbözött Magyar Zoltánnal, a fővárosi klub egyik vezetőjével, ezért mennie kellett a klubtól.

### A válogatottban
Tizenötszörös ifjúsági válogatott (1978–79, 7 gól).
1986-ban tagja volt az első, még nem hivatalos FIFA futsal tornát megnyerő magyar válogatottnak, amely a Budapest Sportcsarnokban kápráztatta el a közönséget, a döntőben tizenegyesekkel győzte le a magyar együttes Hollandiát.
Érdekes módon a felnőtt válogatottban soha nem játszott, bár lehetősége lett volna erre. 1987-ben az NDK elleni mérkőzés előtt – ami első válogatottbeli szereplése lett volna! – kérte a szövetségi kapitányt, hogy engedje őt haza, mert Szonja lánya épp akkor született és ott akart lenni a kórházban. Aztán soha többé nem lett válogatott, mert amikor újra és újra kerettag lett, mindig megsérült.

## Sikerei, díjai
- Magyar bajnokság
  - bajnok: 1986–87
  - 3.: 1988–89, 1989–90